# Typeschata flammans
Typeschata flammans är en insektsart som först beskrevs av Walker 1858.  Typeschata flammans ingår i släktet Typeschata och familjen spottstritar. Inga underarter finns listade i Catalogue of Life.